# Peyrole
Peyrole (okzitanisch Peiròla) ist eine französische Gemeinde mit 557 Einwohnern (Stand: 1. Januar 2022) im Département Tarn in der Region Okzitanien. Peyrole gehört zum Arrondissement Albi und zum Kanton Les Deux Rives. Die Einwohner werden Peyrolais und Peyrolaises genannt.

## Geographie
Peyrole liegt in der Région naturelle Gaillacois, etwa 44 Kilometer nordöstlich von Toulouse und etwa 25 Kilometer südwestlich von Albi. Das Gebiet der Gemeinde wird vom Riou Frayzi, dem Bach Les Rodes, dem Bach Badaillac, dem Bach La Brande, dem Bach La Pimpe, dem Bach Lenjou und verschiedenen anderen kleinen Wasserläufen entwässert.
Umgeben wird Peyrole von den Nachbargemeinden Montans im Norden und Nordwesten, Técou im Norden, Cadalen im Osten und Nordosten, Labessière-Candeil und Busque im Südosten, Puybegon im Süden sowie Parisot im Westen.

## Geschichte
Die Gemeinde Peyrole umfasst von Osten nach Westen die Hochebenen, die die Trennung der Becken von Dadou und Tarn markieren. Auf dem höchsten Punkt des Plateaus, zwischen dem Ortszentrum von Peyrole und der Kirche Saint-Maurice, befand sich einst eine befestigte Burg. Überall in der Gegend lagen noch zahlreiche Trümmerstücke verstreut, die bezeugen, dass diese befestigte Burg an der Stelle eines galloromanischen Wohnhauses errichtet wurde.
Im Mittelalter befanden sich die Burg und das Dorf im Besitz von Pierre de Pétapol, der es 1184 dem Herrn von Candeil überließ. Die Gemeinde kehrte dann zu Philippe de Montfort und nach ihm zum Grafen von Comminges und Foix zurück. Von diesem gelangte die Gemeinde in den Besitz des Königs, der sie bis 1700 behielt.
In den Gemeinden gab es schon vor langer Zeit zwei Kirchen, Saint Maurice de Privats und Saint Laurent de Gros Biou, die noch heute existieren. Die erste wird in den Akten von 1271 erwähnt und befindet sich im Weiler Saint Maurice. Sie verfügt über einen Glockenturm mit einer 18 Meter hohen Spitze.
Die Kirche von Saint Laurent liegt am Ende des Plateaus, das das Dadou-Becken dominiert.

## Bevölkerungsentwicklung
| 1962                       | 1968 | 1975 | 1982 | 1990 | 1999 | 2006 | 2013 | 2020 |
| -------------------------- | ---- | ---- | ---- | ---- | ---- | ---- | ---- | ---- |
| 350                        | 311  | 268  | 251  | 256  | 306  | 449  | 514  | 582  |
| Quellen: Cassini und INSEE |      |      |      |      |      |      |      |      |

## Sehenswürdigkeiten
- Kirche Saint-Maurice
- Kirche Saint-Laurent

## Wirtschaft
Peyrole war schon immer eine überwiegend landwirtschaftlich geprägte Gemeinde. Zu Beginn des 20. Jahrhunderts beschäftigten einige große Eigentümer eine relativ große Belegschaft unter der Verantwortung von Dienern. Diese Grundstücke wurden zerstückelt und in Teilpacht und dann in Vermietung umgewandelt. Peyrole hatte auch zahlreiche Weinbauern mit einer Fläche von mehreren hundert Hektar. Mittlerweile sind es nur noch ein paar Dutzend. Die Reben wurden zugunsten einiger Rinder- oder Schweinefarmen und des Getreideanbaus entwurzelt.